# De Charybde en Scylla (nouvelle)
Pour l’article homonyme, voir De Charybde en Scylla.
De Charybde en Scylla est une nouvelle d'Anton Tchekhov parue en 1884.

## Historique
La nouvelle est publiée initialement dans la revue russe Divertissement, no 37, du 20 septembre 1884, sous le pseudonyme A. Tchekhonte. Une autre traduction française de la nouvelle s'intitule Tomber de Charybde en Scylla. 

## Résumé
L’avocat Kaliakine fait la morale à Gradoussov, le maître de chapelle. Pourquoi a-t-il offensé son client Déréviachkine ? Pourquoi l’avoir traité d’âne en public ? Gradoussov rétorque qu’il ne pouvait plus supporter les interventions incessantes de Déréviachkine pendant les répétitions de chants. Il interrompait les ténors pour parler de Bismarck ou de la guerre russo-turque de 1877-1878.
Pourtant, au début, Gradoussov a essayé de lui faire comprendre, mais depuis que Déréviachkine est devenu secrétaire de la police, il se sent pousser des ailes.
L’avocat Kaliakine demande à Gradoussov de venir s’excuser publiquement, et Déréviachkine retirera sa plainte. Le coupable acquiesce, et les deux hommes se rendent dans la foulée à la taverne. 
Déréviachkine est assis au milieu d’un groupe compact. Au premier coup d’œil, on comprend qu’il est un ivrogne et « qu'il était bête mais pas au point de ne pas se considérer comme un homme très intelligent. » Gradoussov s’excuse, mais c’est plus fort que lui, il ne peut pas s’empêcher d’en rajouter, de provoquer à nouveau Déréviachkine et d’insulter les autorités présentes.
Deux semaines plus tard, il est condamné à deux mois de prisons fermes. À l’énoncé, il provoque le juge, idem en appel où il accuse le juge de corruption. Il sera poursuivi pour outrage au tribunal.

## Édition française
- De Charybde en Scylla, traduit par Madeleine Durand et André Radiguet (révisé par Lily Denis), in Œuvres I, Paris, Éditions Gallimard, coll. « Bibliothèque de la Pléiade » no 197, 1968  (ISBN 978-2-07-0105-49-6).